# Nurse Edith Cavell

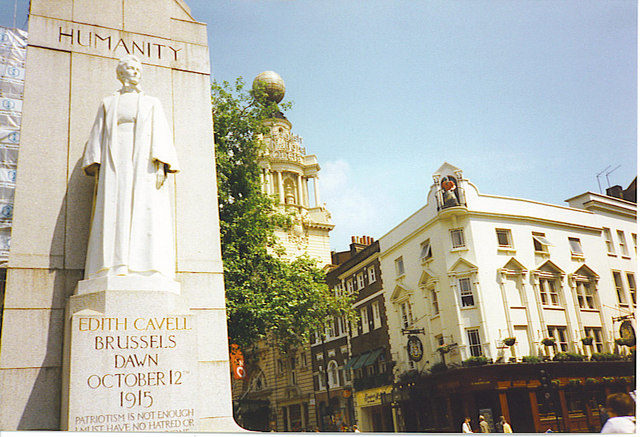
Monumento à enfermeira inglesa Edith Cavell em Londres, um dos muitos espalhados pelo mundo.

Nurse Edith Cavell (bra: A Enfermeira Edith Cavell) é um filme estadunidense de 1939, dos gêneros drama biográfico e guerra, dirigido por Herbert Wilcox, com roteiro baseado no romance Dawn, de Reginald Berkeley.
Esse foi o primeiro trabalho em Hollywood da atriz Anna Neagle e do cineasta Wilcox[carece de fontes?], ambos britânicos. Wilcox já dirigira uma versão muda da mesma história em 1928 (Dawn). Na época, o filme causara controvérsia em seu país, pelo retrato nada lisonjeiro que fazia da guerra. Wilcox decidiu refilmar seu drama pacifista em resposta aos tempos sombrios que se avizinhavam.
O filme estreou poucos dias após o início da Segunda Guerra Mundial, mas não fez grande sucesso. Por outro lado, tornou-se um produto de prestígio para a RKO, que o coproduziu com Wilcox.[carece de fontes?]
A trilha sonora, composta por Anthony Collins, foi indicada ao Oscar pela Academia.

## Sinopse
Durante a Primeira Guerra Mundial, a enfermeira Edith Cavell organiza em Bruxelas um serviço que ajuda soldados fugidos de campos de concentração alemães a escapar para os Países Baixos, mas é presa como espiã e condenada à morte. Seguem-se inúteis pedidos de clemência, vindos de várias partes do mundo.

## Premiações
| Prêmio | Categoria            | Situação |
| ------ | -------------------- | -------- |
| Oscar  | Melhor trilha sonora | Indicado |

## Elenco
| Ator/Atriz      | Personagem           |
| --------------- | -------------------- |
| Anna Neagle     | Edith Cavell         |
| Edna May Oliver | Condessa de Mavon    |
| George Sanders  | Capitão Heinrichs    |
| May Robson      | Madame Rappard       |
| Zasu Pitts      | Madame Moulin        |
| H. B. Warner    | Hugh Gibson          |
| Sophie Stewart  | Irmã Williams        |
| Mary Howard     | Enfermeira O'Brien   |
| Robert Coote    | Bungey               |
| Martin Kosleck  | Pierre               |
| Gui Ignon       | Cobbler              |
| Lionel Royce    | General von Ehrhardt |
| James Butler    | Jean Rappard         |
| Rex Downing     | François Rappard     |
| Henry Brandon   | Tenente Schultz      |